# 줄리에타 마시나
줄리에타 마시나(Giulietta Masina, 1921년 2월 22일 ~ 1994년 3월 23일)은 이탈리아의 배우이다.

## 출연 작품
- 질 자콥: 칸느 영화제 대표 (2010, Gilles Jacob, l'arpenteur de la croisette)
- 진저와 프레드 (1986)
- 더 페더 페어리 (1985)
- 파리의 백작 부인 (1969)
- 영혼의 줄리에타 (1965)
- 넬라 치타 아이 인페르노 (1958)
- 카비리아의 밤 (1957)
- 사기꾼들 (1955)
- 길 (1954)
- 백인 추장 (1952)
- 유로파 (1951)
- 라이츠 오브 버라이어티 (1950)
- 펠리니의 청춘군상 (1950)
- 위드아웃 피티 (1948)
- 전화의 저편 (1946)